# Новоселівка (Лозівська міська громада)
Новосе́лівка —  село в Україні, у Лозівській міській громаді Лозівського району Харківської області. Населення становить 107 осіб. До 2020 орган місцевого самоврядування — Павлівська Друга сільська рада. Відстань до райцентру становить понад 58 км і проходить автошляхом місцевого значення.

## Географія
Село Новоселівка знаходиться на лівому березі річки Лозовенька, вище за течією на відстані в 2 км розташоване село Лозовенька (ізюмський район), через 2,5 км річка впадає в річку Берека.

## Історія
1901 — дата заснування.
12 червня 2020 року, відповідно до Розпорядження Кабінету Міністрів України  № 725-р «Про визначення адміністративних центрів та затвердження територій територіальних громад Харківської області», увійшло до складу Лозівської міської громади.
17 липня 2020 року, в результаті адміністративно-територіальної реформи та ліквідації колишнього Лозівського району (1923—2020), увійшло до складу новоутвореного Лозівського району Харківської області.

## Економіка
- Невеликі піщані і глиняні кар'єри.

## Об'єкти соціальної сфери
- Школа.